# Only If I Love You
Only If I Love You (En Chino: 如果我爱你; Ru Guo Wo Ai Ni), también conocida como «My Love for You» en España y «Mi Amor por Ti» en México, es una serie de televisión romántica china protagonizada por Ming Dow, Li Qin, Di Jie, Hu Bing, Bianca Bai, Miao Jun Jie y Zhang Rui Jia.
El drama fue filmado y dirigido por Xu Fu Jun y se transmitió en varios canales desde el 4 de mayo de 2014 hasta el 17 de mayo de 2014.

## Sinopsis
Adam Bell y su hermano menor, Su Wei, junto con su madre Xiu Yun, se encuentran en Italia ayudando a su amigo Lannuo en la gestión de una bodega de vinos. Durante una degustación de vinos en Shanghái, organizada por Shi Ying, un distribuidor de vinos, Adam y Su Wei conocen a An Ning, una amiga de Shi Ying y actriz. Shi Ying, quien está enamorado de An Ning, decide invertir en un drama televisivo para que ella sea la protagonista, y el equipo de producción elige la bodega de Adam como escenario para las grabaciones. Sin embargo, durante el proceso, An Ning y Adam se vuelven cada vez más cercanos, lo que provoca los celos de Shi Ying, quien finalmente compra la bodega y deja a Adam sin empleo.
Adam regresa a su país en busca de trabajo y termina involuntariamente trabajando en la empresa de Shi Ying. En una sorprendente revelación, Shi Ying descubre que Adam es en realidad su hermano menor, que se había perdido hace muchos años. Sin embargo, preocupado por perder su derecho de herencia, Shi Ying intenta deshacerse de Adam. En medio de esta situación, Shi Ying descubre que padece cáncer de sangre y, finalmente, se ve obligado a contarle a Adam la verdad sobre su origen. Adam, quien es una persona generosa, decide donar su médula ósea para salvar a Shi Ying, y así los dos hermanos finalmente se reconocen y se reconcilian.
Mientras tanto, An Ning se siente profundamente conmovida por la bondad de Adam y se enamora de él. A pesar de los intentos de Shi Ying de retener a Adam en su empresa, Adam toma la decisión de llevar a An Ning de regreso a Italia, donde continuarán juntos su carrera en la industria vinícola.

## Reparto

### Personajes Principales
- Ming Dow cómo Adam Bell, Xu Shi Jie.
- Li Qin cómo An Ning.
- Hu Bing cómo Xu Shi Ying, hermano mayor de Adam Bell.
- Bianca Bai cómo Shan Shan.
- Di Jie cómo Su Wei, hermano menor de Adam Bell.

### Personajes Secundarios
- Zhang Rui Jia cómo Wan Rong, madre biológica de Adam Bell.
- Miao Jun Jie cómo Dong Ni, mánager de An Ning.
- Liu Jie cómo Xiu Yun, madre de Adam Bell.
- Guan Shao Ceng cómo Xu Quan, padre de Adam Bell.
- Shi Xiao Qun cómo Ding Gui.
- Mike Sui cómo Ka Bang.
- Godfrey Gao cómo Yan Jun.
- Xu Kai Cheng cómo Liu Kai.
- Fu Xiao Na cómo Wang Xia, abuela de Adam Bell.
- Wang Xi Wei cómo Xuan Ni.
- Wu Ren Yuan cómo Zhang Da.
- Qin Yue cómo Guan Li.

## Episodios
La serie tuvo una duración de 42 episodios en su versión sin cortes y 34 episodios en su versión para la televisión en China.

## Música
La banda sonora de Only If I Love You OST de la serie está confirmada por once canciones:
| N⁰ | Artistas     | Canciones                                         | Notas                |
| -- | ------------ | ------------------------------------------------- | -------------------- |
| 1  | Ming Dao     | "Kiss Me" (吻我)                                  | (Opening Theme Song) |
| 2  | Ming Dao     | "Ou Er Hui Nan Guo" (偶尔会难过)                  | (Theme Song)         |
| 3  | Xue Zhi Qian | "Ugly Person" (丑八怪)                            | (Theme Song)         |
| 4  | Xue Zhi Qian | "Accident" (意外)                                 | (Theme Song)         |
| 5  | Xue Zhi Qian | "What Do You Want From Me" (你还要我怎样)         | (Theme Song)         |
| 6  | Yu Wen Wen   | "Want You Back" (希望你回來)                      | (Theme Song)         |
| 7  | Yu Wen Wen   | "Ai Wo De Ren" (爱我的人)                         | (Theme Song)         |
| 8  | Jennifer     | "Xin Zhong De Yan" (心中的眼)                     | (Theme Song)         |
| 9  | Jennifer     | "Xiang Qi" (香气)                                 | (Theme Song)         |
| 10 | Karey Qian   | "Bu Dong Zi Ji" (不懂自己)                        | (Theme Song)         |
| 11 | Ming Dao     | "Fu Ge Bie Zai Na Me Dong Ren" (副歌别再那么动人) | (Ending Theme Song)  |

## Transmisión internacional
La serie fue transmitida internacionalmente a través de YouTube.